# OCNモバイルONE
OCNモバイルONE（オー・シー・エヌ モバイルワン）は、NTTドコモが提供する移動体通信サービスのブランドである。
NTTグループはNTTドコモが移動体通信事業のサービスを提供しているが、NTTコミュニケーションズ（以下、NTTコム）も2013年8月に「OCNモバイルONE」をMVNOとして提供開始した。
2021年にNTTコムはグローバル持株会社のNTT, Inc.（現・NTT DATA, Inc.） 傘下からNTTドコモの子会社となり、ドコモのMVNOサポート「エコノミーMVNO」に参加してドコモショップでOCNモバイルONEの扱いを開始した。
2022年4月27日にNTTコムとNTTレゾナントは、7月1日にNTTコムの個人向け事業をNTTレゾナントへ移譲し、OCNモバイルONEはNTTレゾナントが事業を継承することを発表した。OCNモバイルONEとドコモは連携を強化し、ドコモ井伊基之社長は「今はNTTレゾナントを巻き込み、取り込んだ形でのサブブランド化は考えていない。サブブランド化するよりも、MVNOとしてサービスを充実させるお手伝いをする方が、ドコモとしての最適な選択」と説明した。事実上ドコモのサブブランド化の見解もある。
2023年6月20日にNTTドコモは、7月のNTTレゾナント吸収合併に先立ち、本ブランドの後継となる新料金プランとして「irumo（イルモ）」を7月1日から提供開始し、本ブランドの新規受付を6月26日に終了することを発表した。
既存契約はNTTドコモが後継してサービス提供するが、eximo、irumo、ahamoなどMNOプランと異なり、NTTコムへ貸し出した回線を再びNTTドコモが借り受けて提供する。